# Vallendar
Vallendar é uma cidade da Alemanha localizada no distrito de Mayen-Koblenz, estado da Renânia-Palatinado.  Está situada na margem direita do rio Reno, aproximadamente 4 km a nordeste de Koblenz.
É membro e sede do Verbandsgemeinde de Vallendar.